# Győry János (irodalomtörténész)
Győry János (Budapest, 1908. március 10. – Letenye, 1973. szeptember 8.) magyar irodalomtörténész, filológus, egyetemi tanár, az irodalomtudományok kandidátusa (1959).

## Életpályája
1926-ban érettségizett a budapesti Werbőczy István Gimnáziumban. 1933-ban diplomázott a budapesti tudományegyetem francia–német szakán. Közben 1930–1931 között Párizsban tanult. 1933–1934 között a soproni katonai reáliskola rendes tanára volt. Ezután Pécsen oktatott. 1935–1937 között szerkesztőségi titkár volt a Magyar Szemle Társaságnál. 1937–1939 között magyar és francia ösztöndíjjal Párizsban tanult a Sorbonne-on, 2 évig lektor volt Sauvageot professzor mellett. Hazatérte után 1940–1942 között tisztviselő volt a Szerszámgépgyár Rt.-nál, az Antiqua Rt.-nál; később munkanélküli lett. A II. világháború alatt antifasiszta magatartása miatt a háború végéig rendőri felügyelet alatt állt. 1942–1945 között állástalan diplomásként alkalmi szellemi munkákból és műfordításból élt. 1945–1947 között fizetés nélkül tanított Pécsen az egyetemen. 1947–1949 között a budapesti tudományegyetem Bölcsészettudományi Kar Összehasonlító Irodalomtörténeti Tanszék intézeti tanára volt. 1949–1951 között a Világirodalomtörténeti Tanszék, illetve a Francia Nyelv és Irodalom Tanszék intézeti tanára volt. 1952–1965 között egyetemi docens volt. 1965–1967 között a poitiers-i egyetem és a Centre de Civilisation Médiévale vendégtanára volt, ahol középkori francia irodalmat adott elő.

### Munkássága
Középkori francia és provanszál irodalommal foglalkozó műveivel nemzetközi hírnevet szerzett. Számos tankönyvet, népszerűsítő munkákat is írt. Fordított többek között Denis Diderot, Rousseau és Camus műveiből. A középkori francia szimbolikát feldolgozó utolsó nagy műve, a Chrétien de Troyes, váratlan halála miatt befejezetlen maradt. Foglalkozott az Anonymus-kérdéssel is.

## Családja
Szülei: Győry Sándor és Kertész Olga voltak. 1937. augusztus 12-én, Budapesten házasságot kötött Schmidt Edit Máriával.
Sírja a Farkasréti temetőben található (CC-229).

## Művei
- Kocsi szavunk francia megfelelője (Magyar Nyelv, 1930)
- A kereszténység védőbástyája. Magyarország képe a XVI. századi francia irodalomban (egyetemi, doktori értekezés, Budapest, 1933)
- Középkori szerelem (Budapest, 1936)
- A francia irodalom kezdetei. Bevezető fejezet a francia irodalom történetéhez (Budapest, 1936)
- Étude sur la chanson de Roland (Párizs, 1936)
- A francia irodalom kis tükre (Budapest, 1938)
- A Graal és a lovagság (Budapest, 1938)
- P. mester franciaországi olvasmányai (Magyarságtudomány, 1942)
- Adalékok a XI. századi krónikánkhoz (Egyetemes Philologiai Közlöny, 1943)
- Esthétique d'Orleans, scolastique de Paris (Budapest, 1948)
- Gesta Regum – Gesta Nobilium. Tanulmány Anonymus krónikájáról (Budapest, 1948)
- Voltaire: Candide. – A vadember. Két regény (Fordította: Gyergyai Albert; A bevezető tanulmányt írta; Budapest, 1951)
- Voltaire válogatott írásai (fordította: Gyergyai Albert; A bevezető tanulmányt írta; Budapest, 1951)
- Balzac (Útmutató városi előadók részére. 17. Budapest, 1952)
- Victor Hugo (kismonográfia, Budapest, 1952)
- Rabelais (kismonográfia, Budapest, 1953)
- A demokrata Victor Hugó (Világirodalmi évkönyv. Szerkesztette: Kardos László; Budapest, 1953)
- Francia nyelvkönyv – irodalmi olvasókönyv – az általános gimnáziumok 4. osztálya számára (Budapest, 1953; 2. kiadás: 1954; 3. kiadás: 1955; 4. kiadás: 1957)
- Rabelais: Gargantua és Pantagruel. Szemelvények. Válogatta és a bevezető tanulmányt írta. Fordította: Benedek Marcell; illusztrálta: Csernus Tibor, Győry Miklós, Kálmán Klára; Budapest, 1954)
- Igazítások Balassi szövegéhez (Irodalomtörténeti Közlemények, 1954)
- A francia barokk kutatás (Budapest, 1955)
- A modern tragikum kialakulása. – A francia barokk-kutatás (Filológiai Közlöny, 1955)
- A francia felvilágosodás (Irodalomtörténet, 1955)
- Francia nyelvtan az általános gimnáziumok számára (Zigány Miklóssal; Budapest, 1956; 2. kiadás: 1957; 3. kiadás: 1958; 5. kiadás: 1959; 6. kiadás: 1963; 7. kiadás: 1964; 13. kiadés: 1970; 14. kiadás: 1971)
- Tragikus tárgy és anti- machiavellizmus (Filológiai Közlöny, 1956)
- Berlioz emlékiratai. Utazásai Olaszországban, Németországban, Oroszországban és Angliában. 1803–1865. (Fordította: Faragó László; A bevezető tanulmányt írta; Budapest, 1956)
- Hugo, Victor: A párizsi Notre Dame. I–III. kötet (regény; fordította: Vázsonyi Endre; illusztrálta: Rogán Miklós. Az utószót írta; Olcsó Könyvtár. Budapest, 1957; Kincses Könyvek. 2. kiadás; illusztrálta: Márffy Albin; 1961)
- Kutatások a Roland-ének körül (Irodalmi Figyelő, 1957)
- Rendszeres francia nyelvtan (Zigány Miklóssal; Tanuljunk nyelveket! Budapest, 1957; 2. kiadás: 1960)
- Ferreus imber. Egy középkori forma értelmezése (Világirodalmi Figyelő, 1958)
- Francia nyelvkönyv tanfolyamok és magántanulók számára. I–II. kötet (illusztrálta: Győry Miklós; Tanuljunk nyelveket! Budapest, 1958–1961; 2. kiadás: 1963)
- A francia dráma kialakulása (monográfia, Budapest, 1959; 2. kiadás: 1979)
- Francia társalgási nyelvkönyv (Tanuljuk nyelveket! Budapest, 1959; 2. kiadás: 1961)
- Francia társalgási zsebkönyv (Budapest, 1959; 3. kiadás: 1963)
- Chanson de Guillaume (1960)
- Le refrain de la Chanson de Guillaume (Cahiers de Civilisation Médiévale, 1960)
- Hagiographie hétérodoxe (Acta Ethnographica, 1962)
- A francia enciklopédia (szemelvények; összeállította; fordította: Komoly Péter, az előszót írta: Szigeti Györgyné; Európai antológia. A francia felvilágosodás; Budapest, 1962)
- A francia irodalom története a középkorban (egyetemi jegyzet; Budapest, 1962; 2. kiadás: 1966; 10. kiadás: 1987; 11. kiadás: 1988)
- Corneille és Racine (Benyújtott doktori értekezés; Budapest, 1962)
- A Roland-ének (Budapest, 1964)
- A francia dráma útja a középkorban (Filológiai Közlöny, 1964)
- The Ethos of the Song of Roland (Cahiers de Civilisation Médiévale, 1964)
- Tanuljunk könnyen, gyorsan franciául! A Francia nyelvkönyv tanfolyamok és magántanulók számára című műve új kiadása. I–II. kötet; illusztrálta: Győry Miklós; Budapest, 1992; 2. kiadás: 1995)
- A francia irodalom kezdetei. Bevezető fejezet a francia irodalom történetéhez (Debreceni Szemle; Válogatás az 1927–1944. évfolyamok anyagából; Debrecen, 1993)

## Műfordításai
- Aubry, Octave: Bismarck III. Napoleon ellen (Nagy idők, nagy emberek. 5. Budapest, 1943)
- Allier, Raoul: Kultúra és varázslat (A Búvár könyvei. 20. Budapest, 1943)
- Denis Diderot válogatott filozófiai művei (szerkesztette: Szigeti József; fordította: Csatlós Jánossal; Filozófiai Írók Tára. Új folyam. 2. Budapest, 1951; 2. javított kiadás: 1983)
- D’Holbach, Paul Heinrich Dietrich: A természet rendszere. A természeti erkölcsi viták törvényei (Filozófiai Írók Tára. Új folyam. 8. Budapest, 1954; 2. kiadás: 1978)
- Rousseau: Emil, vagy A nevelésről (fordította, az utószót írta; Neveléstörténeti Könyvtár; Budapest, 1957; 2. kiadás: 1965; 3. kiadás: 1978; 4. kiadás: 1997)
- Diderot, Denis: Rameau unokaöccse. Szatirikus párbeszéd (fordította; az utószót Bartucz Ilona, a jegyzeteket Szekeres György írta; Világirodalmi Kiskönyvtár; Budapest, 1958)
- Saint-Simon herceg emlékezései (válogatta, fordította és a bevezető tanulmányt írta; Aurora. 16. Budapest, 1960)
- Camus, Albert: A pestis. – A bukás (Két regény; fordította: Szávai Nándorral; A bevezetőt Köpeczi Béla írta; Világkönyvtár. Budapest, 1962; új kiad: 1992)
- Helvetius, Claude-Adrien: Az emberről, értelmi képességeiről, neveltetéséről (Az utószót Pataki Ferenc írta; Neveléstörténeti Könyvtár; Budapest, 1962)
- Camus, Albert: A pestis. Az utószót Szőcs István írta. (Horizont Könyvek. 2. kiadás: Bukarest, 1965)
- Albert Camus regényei. Közöny. – A pestis. – A bukás (fordította: Gyergyai Alberttel, Szávai Nándorral; illusztrálta: Sziráki Endre; Budapest, 1970)
- Camus, Albert: A pestis. – Sziszüphosz mítosza (Regény és tanulmány; fordította: Vargyas Zoltánnal; Európa Diákkönyvtár; Budapest, 1991; új kiadás: 2001, 2004 és 2011)